# Oskar Pastior
Oskar Pastior (Sibiu, 20 de outubro de 1927 — Frankfurt, 4 de outubro de 2006) foi um poeta romeno-alemão, pertencente ao grupo Oulipo.

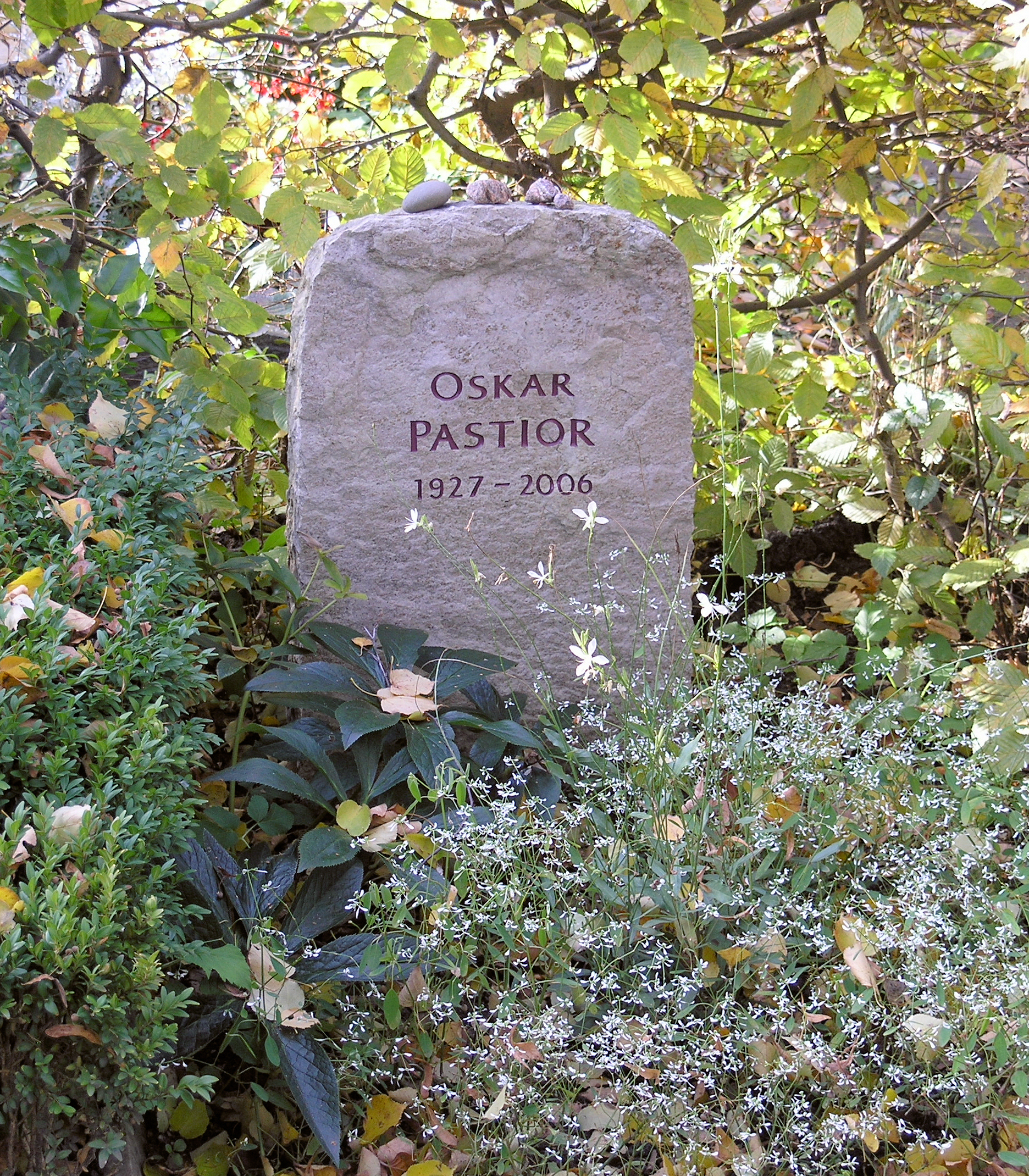
Sepultura no Friedhof Schöneberg III em Berlim

Foi galardoado postumamente em outubro de 2006 pela Academia Alemã de Língua e Poesia com o Prêmio Georg Büchner.